# Відкритий чемпіонат Франції з тенісу 2008
Відкритий чемпіонат Франції з тенісу 2008 (відомий також як Ролан Гаррос на честь знаменитого французького авіатора) — тенісний турнір, що проводився на відкритому повітрі на ґрунтових кортах. Це був 107 Відкритий чемпіонат Франції, другий турнір Великого шолома в календарному році. Турнір проходив на Стад Ролан Гаррос У Парижі з 25 травня по 8 червня 2008 року.
Свої титули в одиночному розряді повинні були захищати Рафаель Надаль та Жустін Енен. Однак, напередодні турніру Енен оголосила, що завершує кар'єру в 25 років. Тому вона свій титул не захищала. А от Надаль захистив його успішно.
Це був останній турнір Великого шолома для триразового чемпіона Франції бразильця Густаво Куертена.

## Результати фінальних матчів

### Дорослі
| Одиночний розряд. Чоловіки                                          |                                   |               |
| Рафаель Надаль                                                      | Роджер Федерер                    | 6–1, 6–3, 6–0 |
| Надаль виграв турнір четвертий раз поспіль.                         |                                   |               |
| Одиночний розряд. Жінки                                             |                                   |               |
| Ана Іванович                                                        | Дінара Сафіна                     | 6–4, 6–3      |
| Для Іванович це був перший титул Великого шолома, і останній.       |                                   |               |
| Парний розряд. Чоловіки                                             |                                   |               |
| Пабло Куевас Луїс Орна                                              | Деніел Нестор Ненад Зімоньїч      | 6–2, 6–3      |
|                                                                     |                                   |               |
| Парний розряд. Жінки                                                |                                   |               |
| Анабель Медіна Гаррігес Вірхінія Руано Паскуаль                     | Кейсі Деллаква Франческа Ск'явоне | 2–6, 7–5, 6–4 |
| Медіна здобула свій перший титул Великого шолома, Руано — дев'ятий. |                                   |               |
| Мікст                                                               |                                   |               |
| Вікторія Азаренко Боб Браян                                         | Катарина Среботнік Ненад Зімоньїч | 6–2, 7–6(7–4) |
|                                                                     |                                   |               |

### Юніори
| Одиночний розряд. Хлопці         |                                |                    |
| Ян Цунхуа                        | Єжи Янович                     | 6–3, 7–6(7–5)      |
|                                  |                                |                    |
| Одиночний розряд. Дівчата        |                                |                    |
| Симона Халеп                     | Елена Богдан                   | 6–4, 6–7(3–7), 6–2 |
|                                  |                                |                    |
| Парний розряд. Хлопці            |                                |                    |
| Генрі Контінен Крістофер Рунгкат | Жан-Фредерік Брункен Метт Рейд | 6–0, 6–3           |
|                                  |                                |                    |
| Парний розряд. Дівчата           |                                |                    |
| Полона Герцог Джессіка Мор       | Леслей Керкгове Аранча Рус     | 5–7, 6–1, 10–7     |
|                                  |                                |                    |